# Prostituzione in Israele

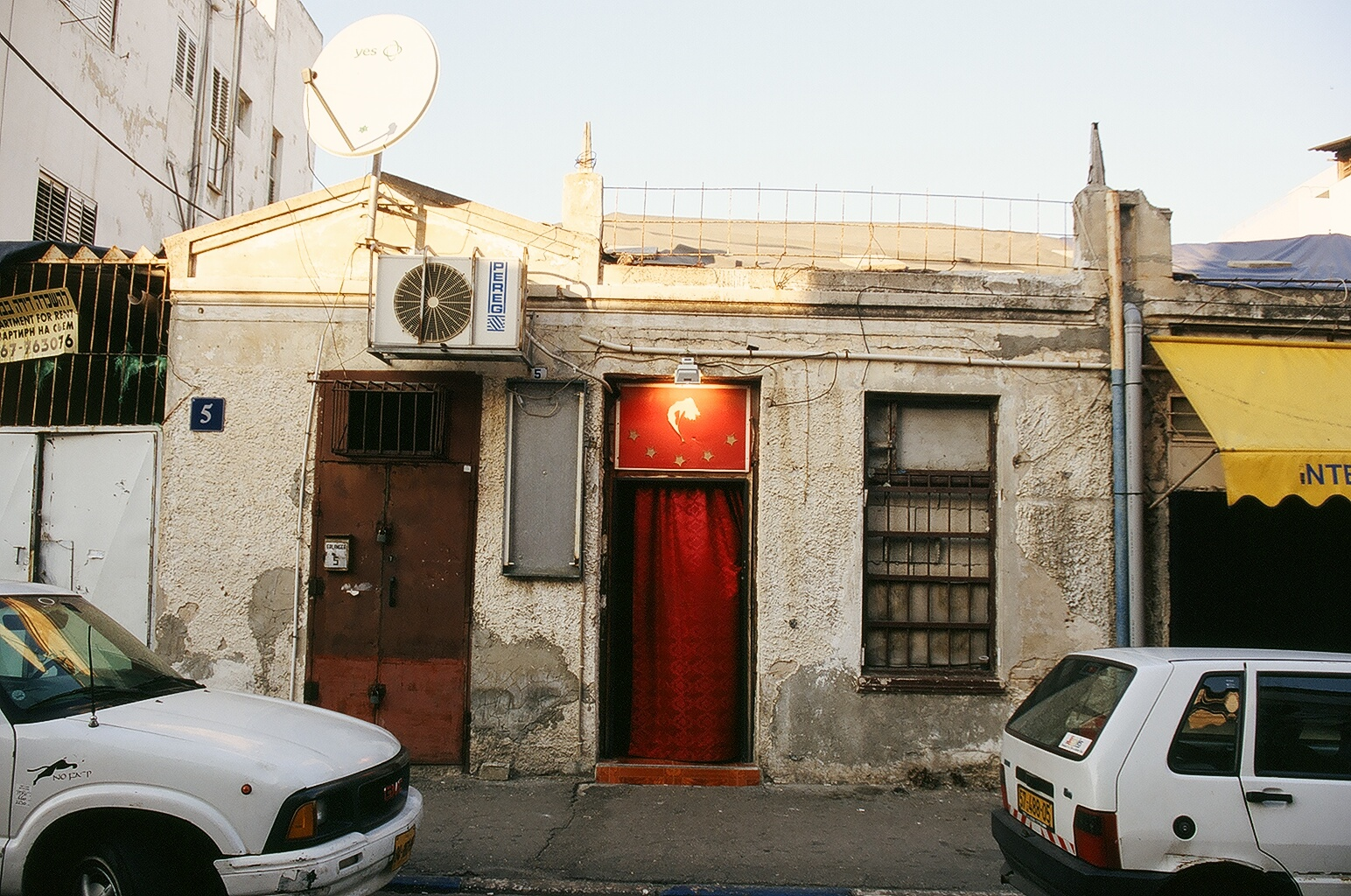
Un bar a luci rosse a Tel Aviv

La prostituzione in Israele è legale, mentre l'organizzazione di essa in forma di case di tolleranza o sfruttamento della prostituzione è proibita. Il commercio del sesso genera un fatturato di almeno 2 miliardi di dollari annui.

## Storia
La prostituzione femminile è stata legalizzata nel 1949, tuttavia nel 1962 è stata vietata quella all'interno di bordelli, come previsto dal diritto penale datato 1966, sezioni 199-202. A partire dai primi anni '90, così come in altri Paesi, la tratta delle donne è diventata sempre più una questione politica anche all'interno dei movimenti israeliani che si occupavano di diritti delle donne; nel 2003 è stata approvata una legge che permette la confisca dei profitti dei trafficanti, ma gruppi di controllo sostengono che è raramente applicata.
Nel 2007 è stato discusso il divieto di pubblicità nei riguardi delle prostitute; mentre nel 2009 un disegno di legge che vieta l'acquisto di servizi sessuali è stata proposta all'attenzione della Knesset. Un ulteriore progetto di legge ha ricevuto nel febbraio 2012 l'approvazione del governo
.

## Immigrazione e tratta
Israele è un Paese di immigrati, tra cui un gran numero di russi; molte donne immigrate hanno finito col darsi alla prostituzione a causa di difficoltà economiche incontrate nella loro nuova terra: tutta la prostituzione della nazione è dominata da immigrati provenienti dall'ex Unione Sovietica a partire dall'arrivo in massa verificatosi nel 1990. Dal 1991 al 1994 il numero di "centri massaggi" gestiti da immigrati russi è salito da 14 a 111. Uno studio pubblicato nel 2005 ha rilevato che almeno mille prostitute russe lavorano in Israele, soprattutto a Tel Aviv e Gerusalemme.
Secondo dati pubblicati nel marzo 2005 da una commissione d'inchiesta parlamentare da 3.000 a 5.000 donne erano state contrabbandate all'interno di Israele (soprattutto attraverso l'Egitto) e costrette poi a prostituirsi, questo nei 4 anni precedenti; la maggior parte di loro provenivano da Ucraina, Moldavia, Uzbekistan, Cina e Russia

.
Nel 2007 il dipartimento di Stato USA ha collocato Israele al secondo livello di attenzione per quanto riguarda il traffico annuale di persone, nel senso che non è pienamente conforme con le norme per l'eliminazione del traffico, ma che sta compiendo notevoli sforzi per riuscirci. Nello stesso anno un rapporto di un comitato parlamentare riguardante la condizione delle donne ha riferito che negliultimi anni il numero di donne rimaste vittime di tratta era sceso a meno di mille.